# Hạnh Quảng
Xã Hạnh Quảng là một xã thuộc huyện Diễn Châu, tỉnh Nghệ An, Việt Nam.
Nơi đây còn lưu truyền về sự tích bà Chúa Ngựa từ thời Trịnh Nguyễn phân tranh, kể về một người đàn bà (Quận chúa Trịnh Thị Ngọc Hân) hoang dâm vô độ

## Các địa danh nổi tiếng ở Xã Hạnh  Quảng
- Giáo Xứ Nghi Lộc 
- Sông đình
- Đền bút
- Làng bún bánh Huỳnh Dương
- Xóm giáo Phi Lộc và Đa lộc
- Bài hát: Diễn Quảng Yêu Thương sáng tác Tăng Ngọc Diên & Tăng Ngọc Lương